# Сколимовский, Роберт
Роберт Сколимовский (пол. Robert Skolimowski; род. 14 августа 1956, Варшава, Польша) — польский тяжелоатлет, семикратный чемпион Польши (1978, 1982—1985, 1988, 1989), бронзовый призёр чемпионата мира (1986), Игр доброй воли 1986 года и соревнований «Дружба-84» (1984) в супертяжёлом весе. Отец олимпийской чемпионки в метании молота Камилы Сколимовской.

## Биография
Роберт Сколимовский родился 14 августа 1956 в Варшаве. Занимался тяжёлой атлетикой под руководством Богуслава Дембека. В 1975 году становился чемпионом Европы и мира среди юниоров. В 1980 году занял 7 место на Олимпийских играх в Москве. В 1984 году из-за решения политического руководства Польши о присоединении этой страны к бойкоту Олимпийских игр в Лос-Анджелесе не смог принять в них участие, но успешно выступил на соревнованиях «Дружба-84», став их бронзовым призёром. В 1986 году выигрывал бронзовые медали Игр доброй воли в Москве и чемпионата мира в Софии.